# Opistognathus inornatus
Opistognathus inornatus är en fiskart som beskrevs av Ramsay och Ogilby, 1887. Opistognathus inornatus ingår i släktet Opistognathus och familjen Opistognathidae. Inga underarter finns listade i Catalogue of Life.